# Lovö socken
Lovö socken i Uppland ingick i Färentuna härad, ingår sedan 1971 i Ekerö kommun och motsvarar från 2016 Lovö distrikt.
Socknens areal är 28,53 kvadratkilometer, varav 28,45 land. År 2000 fanns här 973 invånare. Drottningholms slott, godset Malmvik, tätorten Drottningholm, Lovö vattenverk samt sockenkyrkan Lovö kyrka ligger i socknen.  

## Administrativ historik
Lovö socken omtalas i skriftliga handlingar första gången 1289 ('ecclesie Logø'). Lovö kyrkas äldsta delar härstammar från 1100-talet.
Vid kommunreformen 1862 övergick socknens ansvar för de kyrkliga frågorna till Lovö församling och för de borgerliga frågorna till Lovö landskommun. Landskommunen uppgick 1952 i Ekerö landskommun som 1971 uppgick i Ekerö kommun.
1 januari 2016 inrättades distriktet Lovö, med samma omfattning som församlingen hade 1999/2000.
Socknen har tillhört län, fögderier, tingslag och domsagor enligt vad som beskrivs i artikeln Färentuna härad. De indelta båtsmännen tillhörde Södra Roslags 2:a båtsmanskompani.

## Geografi
Lovö socken ligger väster om Stockholm och omfattar öarna Lovön, Kärsön, Fågelön, Kungshatt och några mindre holmar. Socknen är småkuperad med inslag av både odlings och skogsbygd.

## Fornlämningar
Från bronsåldern finns spridda gravrösen. Från järnåldern finns 35 gravfält och en fornborg. Sex runristningar har påträffats.

## Namnet
Namnet (1289 Logö) kommer från önamnet vars tolkning är oviss.